# Kaufmännischer Verein Königsberg
Der Kaufmännische Verein Königsberg wurde 1858 von angesehenen Königsberger Kaufleuten gegründet.
Der erste Vorsitzende war Herrmann Brausewetter von der Firma Schienemann & Brausewetter. Sein Stellvertreter war der Bankier Adolph Samter. Später übernahm der Stadtrat Holldack von der Firma Holldack & Thran (Hülsenfrüchte) die Vereinsleitung.
Anfangs diente der Kneiphöfische Junkerhof als Vereinslokal. Dann wurde der Artushof gekauft, ein Gebäude am Königsberger Dom. Als die Mitgliederzahl auf 1.000 anstieg, wurde das Haus zu klein und 1924 an die Stadt verkauft. Der Verein verlegte seine Geschäftsstelle in die Börse, seine Feste seit 1912 in die Stadthalle. 1933 musste der Verein sich umbenennen in „Vortragsgemeinschaft Börsenhalle im Reichswerk Buch und Volk“. Er wurde mit der alten Gesellschaft Börsenhalle und dem Bachverein vereinigt. In dieser Form bestand er bis 1945.